# 徐氏旧居
徐氏旧居为清末民初北洋政府官僚、第二任中华民国（北洋政府）大总统徐世昌家族在天津的故居，建于1920年代，位于当时的天津英租界的马厂道（Race Course Road）（今天津市和平区马场道50-52号）。该建筑现为一般保护等级历史风貌建筑。

## 历史
1922年，徐世昌被吴佩孚、曹锟“逼宫”，结束了大总统的政治生涯，回到天津英租界当起了寓公。徐世昌有两个女儿，其中一女嫁给了许大纯，而徐氏旧居正是当时徐世昌送给女儿的嫁妆。徐世昌去世后，徐氏旧居为最早出售的房产之一。

## 建筑
徐氏旧居为三层折衷主义风格建筑，建筑外檐设有方形门窗，顶部为多坡瓦顶，建筑内部居住设施完备。

## 内部链接
- 徐世昌故居